# جو مارتن
جو مارتن (بالإنجليزية: Joe Martin)‏ (29 نوفمبر 1988 بداجنهام في المملكة المتحدة - ) هو لاعب كرة قدم بريطاني في مركز الوسط. شارك مع منتخب إنجلترا تحت 16 سنة لكرة القدم ومنتخب إنجلترا تحت 17 سنة لكرة القدم. أما مع النوادي، فقد لعب مع توتنهام هوتسبير ونادي بلاكبول ونادي غيلينغهام ونادي ميلوول.

## وصلات خارجية
- جو مارتن على موقع قاعدة بيانات كرة القدم.إي يو (الإنجليزية)
- جو مارتن على موقع Soccerbase.com (لاعب) (الإنجليزية)